# Henrique Moura Perillo
Henrique Moura Perillo (sinh ngày 8 tháng 2 năm 1991 ở Goiânia), hay đơn giản Henrique, là một hậu vệ bóng đá người Brasil.